# Ingsån
Ingsån hämtar sitt vatten från Ingensjön, (Ingsjön). På en ö i Ingensjön finns gränsen mellan Tierps kommun (Söderfors distrikt) och Heby kommun (Östervåla distrikt) i Uppsala län, (Heby kommun tillhörde tidigare Västmanlands län) samt Gävle kommun (Hedesunda distrikt) i Gävleborgs län.
Ingensjön är sänkt med en damm vid Ingsån. Därifrån pumpas vattnet ut i Dalälven. Vid två tillfällen under 1900-talet har det varit ytterst nära att Dalälven runnit via Ingsån/Ingensjön och översvämmat Tierpsslätten som ligger cirka 20 m lägre än Dalälven.
På 1600-1800 -talen passerade hästfororna här med järnmalm från Dannemora gruvor och fortsatte västerut i Utomälven via Kville, Viken, Fräkenänget, Sevallbo, Gundbo och Hade. Från Hade fraktades järnmalmen över älven på pråmar eller över isen med hästar till Gysinge Bruk.